# Dehnhaide (metrostation)
Dehnhaide is een metrostation in het stadsdeel Barmbek-Süd van de Duitse stad Hamburg. Het station werd geopend op 15 februari 1912 en wordt bediend door lijn U3 van de metro van Hamburg.